# 慕容忠
慕容忠（？—386年），十六國時期西燕國君主，昌黎郡棘城县（今辽宁省义县）人，西燕帝慕容泓之子。
386年三月，西燕連續數起政變後，左僕射慕容恆擁護慕容瑤繼立為燕王，但是部眾都離開慕容瑤，往歸尚書慕容永，慕容永稍後擒獲慕容瑤並將其殺害，慕容忠遂被立為西燕皇帝，改元建武。慕容永被任命为太尉，守尚书令，封河东公。至闻喜，听说慕容垂已称皇帝，不敢东进，筑燕熙城以居。六月，慕容忠又被將軍刁雲所殺，慕容永称河东王，十月称帝。